# Knob Noster, Missouri
Knob Noster, Missouri (енгл. Knob Noster) град је у америчкој савезној држави Мисури.

## Демографија
По попису из 2010. године број становника је 2.709, што је 247 (10,0%) становника више него 2000. године.
| Група             | 2000.         | 2010.         |
| Белци             | 1.657 (67,3%) | 2.068 (76,3%) |
| Афроамериканци    | 292 (11,9%)   | 247 (9,1%)    |
| Азијати           | 45 (1,8%)     | 84 (3,1%)     |
| Хиспаноамериканци | 371 (15,1%)   | 184 (6,8%)    |
| Укупно            | 2.462         | 2.709         |